# Vena splenica
La vena splenica o lienale è una vena che decorre in prossimità dell'arteria omonima e, insieme alle vene mesenteriche superiore e inferiore, riceve il sangue dallo stomaco, dall'intestino, dal pancreas, dalla milza e dalla cistifellea per immetterlo nella vena porta.

## Struttura
La vena splenica si forma quando da diversi piccoli collettori che uscendo dalla milza vanno a confluire in un vaso più grande poco dopo. Questa vena decorre sulla parte superiore al pancreas, accanto all'arteria splenica. Raccoglie rami dallo stomaco e dal pancreas, e in particolare dall'intestino crasso (che viene drenato anche dalla vena mesenterica superiore) attraverso la vena mesenterica inferiore, che si unisce alla vena splenica poco prima dell'origine della vena porta epatica. La vena porta si forma quando la vena splenica si unisce alla vena mesenterica superiore. La vena splenica fa parte del sistema portale epatico.

## Patologia
La vena splenica è soggetta a trombosi venosa, che ha alcune delle caratteristiche della trombosi venosa portale e dell'ipertensione portale, ma è localizzata nell'area drenata dalla vena splenica. Fra queste caratteristiche è opportuno ricordare la comparsa di varici nella parete dello stomaco, causate dall'ipertensione nelle vene gastriche, e la presenza dolore addominale. Il trattamento di prima scelta per le varici gastriche è la splenectomia. La causa più comune di trombosi della vena splenica sono la pancreatite cronica e la pancreatite acuta.